# Anisodes rubrisecta
Anisodes rubrisecta är en fjärilsart som beskrevs av W. Warren 1898. Anisodes rubrisecta ingår i släktet Anisodes och familjen mätare. Inga underarter finns listade i Catalogue of Life.